# Szlovén futsalválogatott
A szlovén futsal-válogatott Szlovénia nemzeti csapata, amelyet a szlovén labdarúgó-szövetség, (szlovénül:Nogometna zveza Slovenije) irányít.
Az Európa-bajnokságra ezidáig három alkalommal sikerült kijutnia. A 2003-as és a 2010-es kontinensviadalon egyaránt az a csoportkörben végzett. Világbajnokságra még nem jutott ki.

## Eredmények

### Világbajnokság
| Év       | Eredmény      | M | Gy | D | V | Rg | Kg | Gk |
| -------- | ------------- | - | -- | - | - | -- | -- | -- |
| 1989     | Nem jutott be | - | -  | - | - | -  | -  | -  |
| 1992     | Nem jutott be | – | –  | – | – | –  | –  | –  |
| 1996     | Nem jutott be | – | –  | – | – | –  | –  | –  |
| 2000     | Nem jutott be | – | –  | – | – | –  | –  | –  |
| 2004     | Nem jutott be | - | -  | - | - | -  | -  | -  |
| 2008     | Nem jutott be | - | -  | - | - | -  | -  | -  |
| 2012     | Folyamatban   | – | –  | – | – | –  | –  | –  |
| Összesen | 0/6           | - | -  | - | - | -  | -  | -  |

### Európa-bajnokság
| Év       | Eredmény      | M | Gy | D | V | Rg | Kg | Gk  |
| -------- | ------------- | - | -- | - | - | -- | -- | --- |
| 1996     | Nem jutott be | – | –  | – | – | –  | –  | –   |
| 1999     | Nem jutott be | – | –  | – | – | –  | –  | –   |
| 2001     | Nem jutott be | – | –  | – | – | –  | –  | –   |
| 2003     | Csoportkör    | 3 | 0  | 0 | 3 | 7  | 14 | –7  |
| 2005     | Nem jutott be | – | –  | – | – | –  | –  | –   |
| 2007     | Nem jutott be | – | –  | – | – | –  | –  | –   |
| 2010     | Csoportkör    | 2 | 0  | 0 | 2 | 1  | 7  | –6  |
| 2012     | Bejutott      | – | –  | – | – | –  | –  | –   |
| Összesen | 3/8           | 5 | 0  | 0 | 5 | 8  | 21 | –13 |

## Külső hivatkozások
- Hivatalos honlap.